# 1493
1493 (MCDXCIII) a fost un an comun al calendarului iulian, care a început într-o zi de marți.

## Evenimente
- ianuarie-februarie: Campanie turcească în Transilvania. Sunt prădate Șura Mică, Ocna Sibiului, Cristianul, Turnișorul și Cisnădie. Primarul Sibiului Georg Hecht atacă și învinge oastea otomană la Turnu Roșu, oprind jaful și scoaterea prăzii din țară.

## Nașteri
- 10 ianuarie: Nicolaus Olahus, umanist și istoric de origine română, arhiepiscop de Esztergom și guvernator al Ungariei (d. 1568)
- 25 ianuarie: Maximilian Sforza, duce de Milano (d. 1530)

## Decese
- 19 august: Frederic al III-lea, Împărat Roman, 77 ani (n. 1415)